# Matt Redman
Matt Redman (Watford, 14 de fevereiro de 1974) é um compositor inglês de música cristã contemporânea. Recentemente apareceu com Hillsong London no seu álbum Jesus Is; sendo autor da canção "Greatest Gift". Ele é autor de vários álbuns cristãos entres eles  The Unquenchable Worshipper e o livro Facedown este acompanhado com o CD com mesmo nome.

## Vida Pessoal
Matt Redman é casado atualmente com Beth Redman, e com ela tem quatro filhos Noé, Maisey, Jackson e Rocco.

## Discografia

### CDs
- Wake Up My Soul - 1993
- Passion For Your Name - 1995
- The Friendship And The Fear - 1998
- Intimacy - 1999
- The Father's Song - 2000
- Where Angels Fear to Tread - (2002)
- Facedown - 2004
- Blessed Be Your Name: The Songs of Matt Redman Vol. 1  - 2005
- Beautiful News - 2006
- The heart of Worship - 2009
- We Shall Not Be Shaken - 2010
- 10,000 Reasons - 2011

### DVDs
| Nome     | Ano    |
| Facedown | (2004) |